# 마스다 유타로
마스다 유타로(일본어: 桝田 雄太郎, 1985년 3월 27일 ~ )는 일본의 전 축구 선수이다.

## 구단 경력
과거 MIO 비와코 시가, SC 사가미하라에서 활동하였다.